# Дамір Шкаро
Дамір Шкаро (хорв. Damir Škaro; 2 листопада 1959, Загреб, Соціалістична Республіка Хорватія) — югославський боксер, призер чемпіонату світу серед аматорів і Олімпійських ігор.

## Спортивна кар'єра
Під час виступів захищав кольори Югославії.
На Олімпійських іграх 1980 у категорії до 75 кг програв у першому бою Вікторові Савченку (СРСР) — RSC.
На Олімпійських іграх 1984 вибув у чвертьфіналі.
- В 1/16 фіналу переміг Ахмеда Ель-Гінді (Єгипет) — RSC 3
- В 1/8 фіналу переміг Антоніо Корті (Аргентина) — 4-1
- В чвертьфіналі програв Вірджилу Гіллу (США) — 1-4

На чемпіонаті Європи 1985 програв у першому бою Генрі Маске (НДР).
На чемпіонаті світу 1986 в категорії до 81 кг завоював бронзову медаль.
- В 1/8 фіналу переміг Ханса Петтера Мартінсена (Норвегія) — 5-0
- В чвертьфіналі переміг Мін Бай Йон (Південна Корея) — 5-0
- В півфіналі програв Пабло Ромеро (Куба) — 1-4

На Олімпійських іграх 1988 завоював бронзову медаль.
- В 1/16 фіналу переміг Деяна Кирилова (Болгарія) — 3-2
- В 1/8 фіналу переміг Осмонда Імадії (Нігерія) — 5-0
- В чвертьфіналі переміг Джозефа Ахасамба (Кенія) — 5-0
- В півфіналі не вийшов проти Нурмагомеда Шанавазова (СРСР)

## Подальша кар'єра
Після завершення боксерської кар'єри він закінчив вищу економічну школу. На факультеті економіки в Загребі закінчив магістратуру та докторантуру і отримав докторський ступінь у 2009 році на факультеті фінансів.
Був депутатом Парламенту Хорватії від
ХДС з 1995 по 2000 рік.
Був власником автоклубу «Siget», найбільшого автоклубу Хорватії. 4 вересня 2019 року був заарештований хорватською владою за підозрою у сексуальних домаганнях та зґвалтуванні і погрозах співробітниці автоклубу «Siget».